# Kuittasrivier
De Kuittas is een rivier in de Zweedse gemeente Overtorneå. De rivier is volgens de Zweedse instantie voor de waterhuishouding 31 kilometer lang. Echter volgens topografische kaarten is Kuittas alleen de naam van de waterweg van een kilometer tussen het Kuittasjärvi en de Torne. De Zweedse instantie rekent waarschijnlijk de bovenloop die een andere naam draagt mee. De Kuittas deelt het stadje Svanstein in noord en zuid voordat zij in de hoofdrivier uitmondt.